# Lev Nikouline
Pour les articles homonymes, voir Nikouline.
Lev Veniaminovitch Nikouline (en russe : Лев Вениами́нович Нику́лин), est un écrivain soviétique de langue russe né le 8 mai 1891 (20 mai dans le calendrier grégorien) et mort le 9 mars 1967.
Il est l'auteur entre autres des Aubes de Moscou qui a été écrit de 1937 à 1954.

## Biographie
Fils d'acteur et entrepreneur Veniamin Ivanovich Olkenitski (pseudonyme de scène Nikouline, 1866-1953), un juif converti en 1894 au luthéranisme, et de son épouse Sabina Rosenthal, Lev Nikouline nait à Jytomyr. Diplômé de l'école de commerce d'Odessa en 1910, il entame une carrière littéraire, en publiant des poèmes, des notes satiriques et des feuilletons dans la presse d’Odessa. En 1910-1911, il étudie à la Sorbonne, en 1912-1918 - à l'Institut de commerce de Moscou. En 1918, parait son premier recueil de poèmes Histoires et poèmes d'Angelica Safyanova, suivi d'un deuxième Stradivarius (1919), consacré à la satire politique. Ami d'Alexandre Vertinski, Nikouline écrit les paroles de ses chansons Retour (Возвращенье) et Tu pars pour le pays lointain (Ты уходишь в далёкие страны).
En 1919, Nikouline travaille au bureau de la presse de l'Ukraine et au département de propagande du district militaire de Kiev. En 1919-1921, il dirige le département d'éducation politique de la flotte de la Baltique et participe en tant qu'agent politique à la répression de la révolte de Kronstadt. En 1921-1922, il était responsable du bureau de presse de l'ambassade soviétique, puis secrétaire du consulat général à Kaboul.
En 1927, on retrouve son nom parmi les auteurs de l'ouvrage collectif Les grands incendies (Большие пожары), un roman-feuilleton publié par le magazine Ogoniok en 1927. D'autres écrivains participent à l'écriture : Alexandre Grine, Leonid Leonov, Isaac Babel, Konstantin Fedine, Alexis Tolstoï, Mikhaïl Zochtchenko, Véra Inber, Alexeï Novikov-Priboï, Boris Lavrenev. Le roman ne sortira sous forme d'un livre qu'en 2009, avec la préface de Dmitri Bykov.
Son ouvrage en deux volumes Le temps, l’espace, le mouvement, paru en 1932-1933, peut être considéré comme autobiographique. En 1933-1938, il fait partie du comité de rédaction de la Pravda.
En 1934, il se lance dans un autre projet d'écriture collaborative, Le canal Staline, histoire de la construction de la voie d’eau Baltique-mer Blanche (Maxime Gorki, Leopold Awerbach, Semion Firine, 1934), présentant le concept de rééducation des prisonniers soviétiques par le travail et justifiant le système de Goulag. En 1937, tous les exemplaires de cet ouvrage sont retirés de la vente et les principaux protagonistes exterminés lors des grandes purges, parmi eux Semion Firine (1898-1937), le directeur du chantier en question. Nikouline quant à lui échappera aux persécutions.
Il est le scénariste du film L'Honneur (1938) d'Ievgueni Tcherviakov qui raconte la lutte d'un commissaire politique contre les saboteurs trotskistes. Membre du PCUS depuis 1940.
Il devient correspondant de guerre sur différents fronts de la Seconde Guerre mondiale, collaborant avec les périodiques Izvestia, Pravda, Krestianka, Ogoniok, Krasnoarmeets, Rabotnitsa. Il écrit les pièces L'âme de Moscou et Les Compatriotes pour le théâtre dramatique de Tcheliabinsk. Il est l'un des fondateurs de la revue Inostrannaïa Literatura (Иностранная литература ce qui signifie Littérature étrangère) au sein de l'Union des écrivains soviétiques. Membre du comité de rédaction du magazine Moskva. Pendant de nombreuses années, il est vice-président de la société URSS-France.
À la fin des années 1950, il se rend à plusieurs reprises en France pour négocier avec la veuve d'Ivan Bounine le transfert des archives de l'écrivain dans son pays natal. En 1951, on lui décerne un prix Staline pour son roman Les Fils fidèles de la Russie (России верные сыны, 1950)
Il est l'auteur du roman populaire Marée mortelle (1965) qui pour la première fois parle de lOpération Trust et qui sera porté à l'écran dans le film du même nom par Sergueï Kolossov en 1967.
Mort le 9 mars 1967 à Moscou, il est inhumé au cimetière de Novodevitchi.

## Décorations
- Ordre du Drapeau rouge du Travail (31.01.1939)
- Ordre de l'Insigne d'honneur (27.05.1961)

## Famille
- Frère Konstantin Shayne (1888-1974) un acteur, fuyant la révolution russe de 1917, il émigre aux États-Unis, où il s'installe définitivement.
- Frère Iouri Nikouline (1891-1967), dramaturge et scénariste soviétique
- Sœur Tamara Shayne (1902-1983), actrice russe naturalisée américaine

## Œuvres
- Les Aubes de Moscou, traduit du russe par Constantin de Grünwald, Paris, Éditions du Progrès, 1960, 825 pages.
- La Houle, traduit du russe par Alexandre Karvovski, Éditions du Progrès, 1969 (OCLC 20126496)
- La Vérité sur le maréchal Toukhatchevski, traduit du russe par Robert Chabanne et Michèle Coudrée, Paris, les Éditeurs français réunis, 1964, (ASIN B0014R00LC) 269 pages.